# Lista över skådespelare i Marvel Cinematic Universe
Marvel Cinematic Universe är en mediafranchise och ett gemensamt fiktivt universum av superhjältefilmer som produceras av Marvel Studios. Dessa är baserade på seriefigurer som medverkar i Marvel Comics serietidningar. ”Fas 1” av franchisen består av fem filmer där fyra olika superhjältar filmatiserats, som sedan ledde till en crossover filmen Marvel's The Avengers (2012). Franchisen ”Fas 2” innehåller tre uppföljare till filmer i ”Fas 1”, samt en ny film baserad på en annan serie, tills fasens kulminering i Avengers: Age of Ultron (2015). ”Fas 3” innehåller tre uppföljarfilmer och fem nya filmer, samt Avengers: Infinity War som är uppdelad på två filmer.
Då franchisen består av flera filmer som är baserad på en mängd olika seriehjältar från Marvel Comics, finns det således flera skådespelare i huvudrollerna. Robert Downey, Jr. spelar rollen som Tony Stark / Iron Man filmerna Iron Man (2008), Iron Man 2 (2010) och Iron Man 3 (2013). Chris Hemsworth spelar Thor i både Thor (2011) och Thor: The Dark World (2013) och Chris Evans spelar Steve Rogers / Captain America i Captain America: The First Avenger (2011), Captain America: The Winter Soldier (2014) och Captain America: Civil War (2016). Alla tre medverkar i The Avengers (2012) och Avengers: Age of Ultron (2015). Chris Pratt spelar huvudrollen som Peter Quill / Star-Lord i Guardians of the Galaxy (2014), medan Paul Rudd och Michael Douglas spelar rollerna som Scott Lang / Ant-Man respektive Hank Pym i Ant-Man (2015).
Flertalet roller har bytt skådespelare ut under franchisens produktion. Terrence Howard som spelade rollen som James Rhodes i Iron Man, ersattes av Don Cheadle, som spelar rollen i Iron Man 2 och Iron Man 3. Edward Norton som spelade huvudrollen som Bruce Banner / Hulken i filmen The Incredible Hulk (2008) återkom inte till rollen i The Avengers, då studion hänvisade till kreativa skillnader dem emellan. Han ersattes av Mark Ruffalo. Josh Dallas som spelade Fandral i Thor kunde inte medverka i uppföljaren på grund av schemakrockar med hans TV-serie Once Upon a Time och ersattes således av Zachary Levi i Thor: The Dark World.
Samuel L. Jackson har både haft cameoroller och biroller som Nick Fury i flertalet av de tidigare filmerna i franchisen, innan han fick en större roll i The Avengers. Andra skådespelare som medverkat i flera filmer och serier inom franchisen är bland annat Gwyneth Paltrow som Pepper Potts, Tom Hiddleston som Loke, Scarlett Johansson som Natasha Romanoff / Black Widow, Stellan Skarsgård som Erik Selvig, Paul Bettany som rösten till J.A.R.V.I.S. samt Maximiliano Hernández som Jasper Sitwell. Clark Gregg som spelade Phil Coulson i Iron Man, Iron Man 2, Thor och The Avengers, medverkar i två Marvel One-Shots i samma roll, samt i den nuvarande TV-serien Marvel's Agents of S.H.I.E.L.D., som båda är kopplade till filmfranchisen. Hayley Atwell som spelade Peggy Carter i Captain America: The First Avenger och Captain America: The Return of the First Avenger medverkade även i kortfilmen Agent Carter, och återvänder till rollen i TV-serien Marvel's Agent Carter och filmen Avengers: Age of Ultron.
I filmerna medverkar stora grupper av skådespelare, ibland en ensemble, med fleratalet av dessa i nyckelroller i en eller två filmer, däribland: Jeff Bridges, Josh Brolin, Kat Dennings, Christopher Eccleston, Idris Elba, Rebecca Hall, Anthony Hopkins, William Hurt, Tommy Lee Jones, Ben Kingsley, Anthony Mackie, Guy Pearce, Natalie Portman, Robert Redford, Jeremy Renner, Sam Rockwell, Tim Roth, Mickey Rourke, Cobie Smulders, Sebastian Stan, Stanley Tucci, Liv Tyler, Emily VanCamp och Hugo Weaving.
Följande lista är sorterad efter film och rollfigurens namn, då en del roller har spelats av flera skådespelare.

## Fas 1: Avengers Assembled
| Rollfigur                                          | Iron Man                 | The Incredible Hulk         | Iron Man 2               | Thor                     | Captain America: The First Avenger | Marvel's The Avengers                                 |
| Introducerade i Iron Man                           | Introducerade i Iron Man | Introducerade i Iron Man    | Introducerade i Iron Man | Introducerade i Iron Man | Introducerade i Iron Man           | Introducerade i Iron Man                              |
| -------------------------------------------------- | ------------------------ | --------------------------- | ------------------------ | ------------------------ | ---------------------------------- | ----------------------------------------------------- |
| Phil Coulson                                       | Clark Gregg              |                             | Clark Gregg              | Clark Gregg              |                                    | Clark Gregg                                           |
| Christine Everhart                                 | Leslie Bibb              |                             | Leslie Bibb              |                          |                                    |                                                       |
| Nick Fury                                          | Samuel L. JacksonC       |                             | Samuel L. Jackson        | Samuel L. JacksonC       | Samuel L. Jackson                  | Samuel L. Jackson                                     |
| Harold "Happy" Hogan                               | Jon Favreau              |                             | Jon Favreau              |                          |                                    |                                                       |
| J.A.R.V.I.S.                                       | Paul BettanyR            |                             | Paul BettanyR            |                          |                                    | Paul BettanyR                                         |
| Virginia "Pepper" Potts                            | Gwyneth Paltrow          |                             | Gwyneth Paltrow          |                          |                                    | Gwyneth Paltrow                                       |
| Raza                                               | Faran Tahir              |                             |                          |                          |                                    |                                                       |
| James "Rhodey" Rhodes                              | Terrence Howard          |                             | Don Cheadle              |                          |                                    |                                                       |
| Obadiah Stane                                      | Jeff Bridges             |                             |                          |                          |                                    |                                                       |
| Howard Stark                                       | Gerard Sanders           |                             | John Slattery            |                          | Dominic Cooper                     |                                                       |
| Tony Stark Iron Man                                | Robert Downey, Jr.       | Robert Downey, Jr.C         | Robert Downey, Jr.       |                          |                                    | Robert Downey, Jr.                                    |
| Ho Yinsen                                          | Shaun Toub               |                             |                          |                          |                                    |                                                       |
| Introducerade i The Incredible Hulk                |                          |                             |                          |                          |                                    |                                                       |
| Bruce Banner Hulken                                |                          | Edward Norton Lou FerrignoR |                          |                          |                                    | Mark Ruffalo                                          |
| Emil Blonsky                                       |                          | Tim Roth                    |                          |                          |                                    |                                                       |
| Betty Ross                                         |                          | Liv Tyler                   |                          |                          |                                    |                                                       |
| General Thunderbolt Ross                           |                          | William Hurt                |                          |                          |                                    |                                                       |
| Dr. Leonard Samson                                 |                          | Ty Burrell                  |                          |                          |                                    |                                                       |
| Samuel Sterns                                      |                          | Tim Blake Nelson            |                          |                          |                                    |                                                       |
| Introducerade i Iron Man 2                         |                          |                             |                          |                          |                                    |                                                       |
| Justin Hammer                                      |                          |                             | Sam Rockwell             |                          |                                    |                                                       |
| Chess Roberts                                      |                          |                             | Olivia Munn              |                          |                                    |                                                       |
| Natasha Romanoff Black Widow                       |                          |                             | Scarlett Johansson       |                          |                                    | Scarlett Johansson                                    |
| Senator Stern                                      |                          |                             | Garry Shandling          |                          |                                    |                                                       |
| Anton Vanko                                        |                          |                             | Yevgeni Lazarev          |                          |                                    |                                                       |
| Ivan Vanko                                         |                          |                             | Mickey Rourke            |                          |                                    |                                                       |
| Introducerade i Thor                               |                          |                             |                          |                          |                                    |                                                       |
| Clint Barton Hawkeye                               |                          |                             |                          | Jeremy RennerC           |                                    | Jeremy Renner                                         |
| Fandral                                            |                          |                             |                          | Josh Dallas              |                                    |                                                       |
| Jane Foster                                        |                          |                             |                          | Natalie Portman          |                                    |                                                       |
| Frigga                                             |                          |                             |                          | Rene Russo               |                                    |                                                       |
| Heimdall                                           |                          |                             |                          | Idris Elba               |                                    |                                                       |
| Hogun                                              |                          |                             |                          | Tadanobu Asano           |                                    |                                                       |
| Laufey                                             |                          |                             |                          | Colm Feore               |                                    |                                                       |
| Darcy Lewis                                        |                          |                             |                          | Kat Dennings             |                                    |                                                       |
| Loke                                               |                          |                             |                          | Tom Hiddleston           |                                    | Tom Hiddleston                                        |
| Oden                                               |                          |                             |                          | Anthony Hopkins          |                                    |                                                       |
| Erik Selvig                                        |                          |                             |                          | Stellan Skarsgård        |                                    | Stellan Skarsgård                                     |
| Sif                                                |                          |                             |                          | Jaimie Alexander         |                                    |                                                       |
| Jasper Sitwell                                     |                          |                             |                          | Maximiliano Hernández    |                                    | Maximiliano Hernández                                 |
| Thor                                               |                          |                             |                          | Chris Hemsworth          |                                    | Chris Hemsworth                                       |
| Volstagg                                           |                          |                             |                          | Ray Stevenson            |                                    |                                                       |
| Introducerade i Captain America: The First Avenger |                          |                             |                          |                          |                                    |                                                       |
| James "Bucky" Barnes                               |                          |                             |                          |                          | Sebastian Stan                     |                                                       |
| Peggy Carter                                       |                          |                             |                          |                          | Hayley Atwell                      |                                                       |
| Jacques Dernier                                    |                          |                             |                          |                          | Bruno Ricci                        |                                                       |
| Timothy "Dum Dum" Dugan                            |                          |                             |                          |                          | Neal McDonough                     |                                                       |
| Abraham Erskine                                    |                          |                             |                          |                          | Stanley Tucci                      |                                                       |
| James Montgomery Falsworth                         |                          |                             |                          |                          | J. J. Feild                        |                                                       |
| Gabe Jones                                         |                          |                             |                          |                          | Derek Luke                         |                                                       |
| Heinz Kruger                                       |                          |                             |                          |                          | Richard Armitage                   |                                                       |
| Jim Morita                                         |                          |                             |                          |                          | Kenneth Choi                       |                                                       |
| Överste Chester Phillips                           |                          |                             |                          |                          | Tommy Lee Jones                    |                                                       |
| Steve Rogers Captain America                       |                          |                             |                          |                          | Chris Evans                        | Chris Evans                                           |
| Johann Schmidt Red Skull                           |                          |                             |                          |                          | Hugo Weaving                       |                                                       |
| Arnim Zola                                         |                          |                             |                          |                          | Toby Jones                         |                                                       |
| Introducerade i Marvel's The Avengers              |                          |                             |                          |                          |                                    |                                                       |
| Councilwoman Hawley                                |                          |                             |                          |                          |                                    | Jenny Agutter (krediterad som World Security Council) |
| Maria Hill                                         |                          |                             |                          |                          |                                    | Cobie Smulders                                        |
| Georgi Luchkov                                     |                          |                             |                          |                          |                                    | Jerzy Skolimowski                                     |
| Thanos                                             |                          |                             |                          |                          |                                    | Damion Poitier (krediterad som Man #1)                |
| The Other                                          |                          |                             |                          |                          |                                    | Alexis Denisof                                        |

## Fas 2
| Rollfigur                                           | Iron Man 3                                | Thor: The Dark World                      | Captain America: The Winter Soldier       | Guardians of the Galaxy                   | Marvel's Avengers: Age of Ultron          | Ant-Man                                   |
| Introducerade i Fas 1: Avengers Assembled           | Introducerade i Fas 1: Avengers Assembled | Introducerade i Fas 1: Avengers Assembled | Introducerade i Fas 1: Avengers Assembled | Introducerade i Fas 1: Avengers Assembled | Introducerade i Fas 1: Avengers Assembled | Introducerade i Fas 1: Avengers Assembled |
| --------------------------------------------------- | ----------------------------------------- | ----------------------------------------- | ----------------------------------------- | ----------------------------------------- | ----------------------------------------- | ----------------------------------------- |
| Bruce Banner Hulken                                 | Mark RuffaloC                             |                                           |                                           |                                           | Mark Ruffalo                              |                                           |
| James "Bucky" Barnes Winter Soldier                 |                                           |                                           | Sebastian Stan                            |                                           |                                           | Sebastian StanC                           |
| Clint Barton Hawkeye                                |                                           |                                           |                                           |                                           | Jeremy Renner                             |                                           |
| Peggy CarterOS TV                                   |                                           |                                           | Hayley Atwell                             |                                           | Hayley Atwell                             | Hayley Atwell                             |
| Fandral                                             |                                           | Zachary Levi                              |                                           |                                           |                                           |                                           |
| Jane Foster                                         |                                           | Natalie Portman                           |                                           |                                           |                                           |                                           |
| Frigga                                              |                                           | Rene Russo                                |                                           |                                           |                                           |                                           |
| Nick Fury                                           |                                           |                                           | Samuel L. Jackson                         |                                           | Samuel L. Jackson                         |                                           |
| Councilwoman Hawley                                 |                                           |                                           | Jenny Agutter                             |                                           |                                           |                                           |
| Heimdall                                            |                                           | Idris Elba                                |                                           |                                           |                                           |                                           |
| Maria Hill                                          |                                           |                                           | Cobie Smulders                            |                                           | Cobie Smulders                            |                                           |
| Harold "Happy" Hogan                                | Jon Favreau                               |                                           |                                           |                                           |                                           |                                           |
| Hogun                                               |                                           | Tadanobu Asano                            |                                           |                                           |                                           |                                           |
| J.A.R.V.I.S.                                        | Paul BettanyR                             |                                           |                                           |                                           | Paul BettanyR                             |                                           |
| Darcy Lewis                                         |                                           | Kat Dennings                              |                                           |                                           |                                           |                                           |
| Loke                                                |                                           | Tom Hiddleston                            |                                           |                                           |                                           |                                           |
| Oden                                                |                                           | Anthony Hopkins                           |                                           |                                           |                                           |                                           |
| Virginia "Pepper" Potts                             | Gwyneth Paltrow                           |                                           |                                           |                                           |                                           |                                           |
| James "Rhodey" Rhodes War Machine / Iron Patriot    | Don Cheadle                               |                                           |                                           |                                           | Don Cheadle                               |                                           |
| Steve Rogers Captain America                        |                                           | Chris EvansC                              | Chris Evans                               |                                           | Chris Evans                               | Chris EvansC                              |
| Natasha Romanoff Black Widow                        |                                           |                                           | Scarlett Johansson                        |                                           | Scarlett Johansson                        |                                           |
| Erik Selvig                                         |                                           | Stellan Skarsgård                         |                                           |                                           | Stellan Skarsgård                         |                                           |
| Sif                                                 |                                           | Jaimie Alexander                          |                                           |                                           |                                           |                                           |
| Jasper Sitwell                                      |                                           |                                           | Maximiliano Hernández                     |                                           |                                           |                                           |
| Howard Stark                                        |                                           |                                           |                                           |                                           |                                           | John Slattery                             |
| Tony Stark Iron Man                                 | Robert Downey, Jr.                        |                                           |                                           |                                           | Robert Downey, Jr.                        |                                           |
| Senator Stern                                       |                                           |                                           | Garry Shandling                           |                                           |                                           |                                           |
| Thanos                                              |                                           |                                           |                                           | Josh BrolinR                              | Josh BrolinR                              |                                           |
| The Other                                           |                                           |                                           |                                           | Alexis Denisof                            |                                           |                                           |
| Thor                                                |                                           | Chris Hemsworth                           |                                           |                                           | Chris Hemsworth                           |                                           |
| Volstagg                                            |                                           | Ray Stevenson                             |                                           |                                           |                                           |                                           |
| Ho Yinsen                                           | Shaun Toub                                |                                           |                                           |                                           |                                           |                                           |
| Arnim Zola                                          |                                           |                                           | Toby Jones                                |                                           |                                           |                                           |
| Introducerade i Iron Man 3                          |                                           |                                           |                                           |                                           |                                           |                                           |
| Ellen Brandt                                        | Stephanie Szostak                         |                                           |                                           |                                           |                                           |                                           |
| President Matthew Ellis                             | William Sadler                            |                                           |                                           |                                           |                                           |                                           |
| Maya Hansen                                         | Rebecca Hall                              |                                           |                                           |                                           |                                           |                                           |
| Harley Keener                                       | Ty Simpkins                               |                                           |                                           |                                           |                                           |                                           |
| Aldrich Killian                                     | Guy Pearce                                |                                           |                                           |                                           |                                           |                                           |
| Vicepresident Rodriguez                             | Miguel Ferrer                             |                                           |                                           |                                           |                                           |                                           |
| Eric Savin                                          | James Badge Dale                          |                                           |                                           |                                           |                                           |                                           |
| Trevor Slattery                                     | Ben Kingsley                              |                                           |                                           |                                           |                                           |                                           |
| Jack Taggart                                        | Ashley Hamilton                           |                                           |                                           |                                           |                                           |                                           |
| Dr. Wu                                              | Wang Xueqi                                |                                           |                                           |                                           |                                           |                                           |
| Introducerade i Thor: The Dark World                |                                           |                                           |                                           |                                           |                                           |                                           |
| Algrim Kurse                                        |                                           | Adewale Akinnuoye-Agbaje                  |                                           |                                           |                                           |                                           |
| Ian Boothby                                         |                                           | Jonathan Howard                           |                                           |                                           |                                           |                                           |
| Carina                                              |                                           | Ophelia LovibondC                         |                                           | Ophelia Lovibond                          |                                           |                                           |
| Eir                                                 |                                           | Alice Krige                               |                                           |                                           |                                           |                                           |
| Malekith                                            |                                           | Christopher Eccleston                     |                                           |                                           |                                           |                                           |
| Richard                                             |                                           | Chris O'Dowd                              |                                           |                                           |                                           |                                           |
| Taneleer Tivan The Collector                        |                                           | Benicio del ToroC                         |                                           | Benicio del Toro                          |                                           |                                           |
| Tyr                                                 |                                           | Clive Russell                             |                                           |                                           |                                           |                                           |
| Introducerade i Captain America: The Winter Soldier |                                           |                                           |                                           |                                           |                                           |                                           |
| Georges Batroc                                      |                                           |                                           | Georges St-Pierre                         |                                           |                                           |                                           |
| Sharon Carter Agent 13                              |                                           |                                           | Emily VanCamp                             |                                           |                                           |                                           |
| Pietro Maximoff Quicksilver                         |                                           |                                           | Aaron Taylor-JohnsonC                     |                                           | Aaron Taylor-Johnson                      |                                           |
| Wanda Maximoff Scarlet Witch                        |                                           |                                           | Elizabeth OlsenC                          |                                           | Elizabeth Olsen                           |                                           |
| Alexander Pierce                                    |                                           |                                           | Robert Redford                            |                                           |                                           |                                           |
| Jack Rollins                                        |                                           |                                           | Callan Mulvey                             |                                           |                                           |                                           |
| Brock Rumlow                                        |                                           |                                           | Frank Grillo                              |                                           |                                           |                                           |
| Baron Wolfgang von Strucker                         |                                           |                                           | Thomas KretschmannC                       |                                           | Thomas Kretschmann                        |                                           |
| Sam Wilson Falcon                                   |                                           |                                           | Anthony Mackie                            |                                           | Anthony Mackie                            | Anthony Mackie                            |
| Sam Wilson Falcon                                   |                                           |                                           | Anthony Mackie                            |                                           |                                           |                                           |
| Introducerade i Guardians of the Galaxy             |                                           |                                           |                                           |                                           |                                           |                                           |
| Rhomann Dey                                         |                                           |                                           |                                           | John C. Reilly                            |                                           |                                           |
| Drax the Destroyer                                  |                                           |                                           |                                           | Dave Bautista                             |                                           |                                           |
| Gamora                                              |                                           |                                           |                                           | Zoe Saldana                               |                                           |                                           |
| Groot                                               |                                           |                                           |                                           | Vin DieselR                               |                                           |                                           |
| Korath                                              |                                           |                                           |                                           | Djimon Hounsou                            |                                           |                                           |
| Nebula                                              |                                           |                                           |                                           | Karen Gillan                              |                                           |                                           |
| Peter Quill Star-Lord                               |                                           |                                           |                                           | Chris Pratt                               |                                           |                                           |
| Nova Prime Irani Rael                               |                                           |                                           |                                           | Glenn Close                               |                                           |                                           |
| Rocket                                              |                                           |                                           |                                           | Bradley CooperR                           |                                           |                                           |
| Ronan                                               |                                           |                                           |                                           | Lee Pace                                  |                                           |                                           |
| Yondu                                               |                                           |                                           |                                           | Michael Rooker                            |                                           |                                           |
| Introducerade i Avengers: Age of Ultron             |                                           |                                           |                                           |                                           |                                           |                                           |
| Laura Barton                                        |                                           |                                           |                                           |                                           | Linda Cardellini                          |                                           |
| Helen Cho                                           |                                           |                                           |                                           |                                           | Claudia Kim                               |                                           |
| F.R.I.D.A.Y.                                        |                                           |                                           |                                           |                                           | Kerry CondonV                             |                                           |
| Ulysses Klaue                                       |                                           |                                           |                                           |                                           | Andy Serkis                               |                                           |
| Ultron                                              |                                           |                                           |                                           |                                           | James Spader                              |                                           |
| Vision                                              |                                           |                                           |                                           |                                           | Paul Bettany                              |                                           |
| Introducerade i Ant-Man                             |                                           |                                           |                                           |                                           |                                           |                                           |
| Mitchell Carson                                     |                                           |                                           |                                           |                                           |                                           | Martin Donovan                            |
| Castillo                                            |                                           |                                           |                                           |                                           |                                           | Jordi Mollà                               |
| Darren Cross Yellowjacket                           |                                           |                                           |                                           |                                           |                                           | Corey Stoll                               |
| Dave                                                |                                           |                                           |                                           |                                           |                                           | Tip "T.I." Harris                         |
| Dale                                                |                                           |                                           |                                           |                                           |                                           | Gregg Turkington                          |
| Gale                                                |                                           |                                           |                                           |                                           |                                           | Wood Harris                               |
| Kurt                                                |                                           |                                           |                                           |                                           |                                           | David Dastmalchian                        |
| Cassie Lang                                         |                                           |                                           |                                           |                                           |                                           | Abby Ryder Fortson                        |
| Scott Lang Ant-Man                                  |                                           |                                           |                                           |                                           |                                           | Paul Rudd                                 |
| Luis                                                |                                           |                                           |                                           |                                           |                                           | Michael Peña                              |
| Maggie                                              |                                           |                                           |                                           |                                           |                                           | Judy Greer                                |
| Paxton                                              |                                           |                                           |                                           |                                           |                                           | Bobby Cannavale                           |
| Hank Pym Ant-Man                                    |                                           |                                           |                                           |                                           |                                           | Michael Douglas                           |
| Hope Van Dyne                                       |                                           |                                           |                                           |                                           |                                           | Evangeline Lilly                          |
| Janet Van Dyne Wasp                                 |                                           |                                           |                                           |                                           |                                           | Hayley Lovitt                             |

## Fas 3
| Karaktär                                   | Captain America: Civil War (2016) | Doctor Strange (2016) | Guardians of the Galaxy Vol. 2 (2017) | Obetitlad Spider-Man film (2017) | Thor: Ragnarök (2017) | Avengers: Infinity War – Part 1 (2018) | Black Panther (2018)  | Captain Marvel (2018) | Avengers: Infinity War – Part 2 (2019) | Inhumans (2019)       |
| Introducerade i Fas 1                      | Introducerade i Fas 1             | Introducerade i Fas 1 | Introducerade i Fas 1                 | Introducerade i Fas 1            | Introducerade i Fas 1 | Introducerade i Fas 1                  | Introducerade i Fas 1 | Introducerade i Fas 1 | Introducerade i Fas 1                  | Introducerade i Fas 1 |
| ------------------------------------------ | --------------------------------- | --------------------- | ------------------------------------- | -------------------------------- | --------------------- | -------------------------------------- | --------------------- | --------------------- | -------------------------------------- | --------------------- |
| Bruce Banner Hulken                        |                                   |                       |                                       |                                  |                       | Mark Ruffalo                           |                       |                       | Mark Ruffalo                           |                       |
| James "Bucky" Barnes Winter Soldier        | Sebastian Stan                    |                       |                                       |                                  |                       |                                        |                       |                       |                                        |                       |
| Clint Barton Hawkeye                       | Jeremy Renner                     |                       |                                       |                                  |                       |                                        |                       |                       |                                        |                       |
| Christine Everhart                         | Leslie Bibb                       |                       |                                       |                                  |                       |                                        |                       |                       |                                        |                       |
| Loke                                       |                                   |                       |                                       |                                  | Tom Hiddleston        | Tom Hiddleston                         |                       |                       | Tom Hiddleston                         |                       |
| James "Rhodey" Rhodes War Machine          | Don Cheadle                       |                       |                                       |                                  |                       |                                        |                       |                       |                                        |                       |
| Steve Rogers Captain America               | Chris Evans                       |                       |                                       |                                  |                       | Chris Evans                            |                       |                       | Chris Evans                            |                       |
| Natasha Romanoff Black Widow               | Scarlett Johansson                |                       |                                       |                                  |                       |                                        |                       |                       |                                        |                       |
| Thaddeus Ross                              | William Hurt                      |                       |                                       |                                  |                       |                                        |                       |                       |                                        |                       |
| Tony Stark Iron Man                        | Robert Downey Jr.                 |                       |                                       |                                  |                       |                                        |                       |                       |                                        |                       |
| Thanos                                     |                                   |                       |                                       |                                  |                       | Josh Brolin                            |                       |                       | Josh Brolin                            |                       |
| Thor                                       |                                   |                       |                                       |                                  | Chris Hemsworth       | Chris Hemsworth                        |                       |                       | Chris Hemsworth                        |                       |
| Introducerade i Fas 2                      |                                   |                       |                                       |                                  |                       |                                        |                       |                       |                                        |                       |
| Sharon Carter Agent 13                     | Emily VanCamp                     |                       |                                       |                                  |                       |                                        |                       |                       |                                        |                       |
| Drax the Destroyer                         |                                   |                       | Dave Bautista                         |                                  |                       |                                        |                       |                       |                                        |                       |
| Gamora                                     |                                   |                       | Zoe Saldana                           |                                  |                       |                                        |                       |                       |                                        |                       |
| Groot                                      |                                   |                       | Vin Diesel                            |                                  |                       |                                        |                       |                       |                                        |                       |
| Kraglin                                    |                                   |                       | Sean Gunn                             |                                  |                       |                                        |                       |                       |                                        |                       |
| Scott Lang Ant-Man                         | Paul Rudd                         |                       |                                       |                                  |                       |                                        |                       |                       |                                        |                       |
| Wanda Maximoff Scarlet Witch               | Elizabeth Olsen                   |                       |                                       |                                  |                       |                                        |                       |                       |                                        |                       |
| Nebula                                     |                                   |                       | Karen Gillan                          |                                  |                       |                                        |                       |                       |                                        |                       |
| Peter Quill Star-Lord                      |                                   |                       | Chris Pratt                           |                                  |                       |                                        |                       |                       |                                        |                       |
| Rocket                                     |                                   |                       | Bradley Cooper                        |                                  |                       |                                        |                       |                       |                                        |                       |
| Brock Rumlow Crossbones                    | Frank Grillo                      |                       |                                       |                                  |                       |                                        |                       |                       |                                        |                       |
| Sam Wilson Falcon                          | Anthony Mackie                    |                       |                                       |                                  |                       |                                        |                       |                       |                                        |                       |
| Yondu Udonta                               |                                   |                       | Michael Rooker                        |                                  |                       |                                        |                       |                       |                                        |                       |
| Vision                                     | Paul Bettany                      |                       |                                       |                                  |                       |                                        |                       |                       |                                        |                       |
| Introducerade i Captain America: Civil War |                                   |                       |                                       |                                  |                       |                                        |                       |                       |                                        |                       |
| T'Challa Black Panther                     | Chadwick Boseman                  |                       |                                       |                                  |                       |                                        | Chadwick Boseman      |                       |                                        |                       |
| Peter Parker Spider-Man                    | Tom Holland                       |                       |                                       | Tom Holland                      |                       |                                        |                       |                       |                                        |                       |
| Helmut Zemo                                | Daniel Brühl                      |                       |                                       |                                  |                       |                                        |                       |                       |                                        |                       |
| Introducerade i Doctor Strange             |                                   |                       |                                       |                                  |                       |                                        |                       |                       |                                        |                       |
| Stephen Strange Doctor Strange             |                                   | Benedict Cumberbatch  |                                       |                                  |                       |                                        |                       |                       |                                        |                       |